# مارك دبليو. أولسون
مارك دبليو. أولسون (بالإنجليزية: Mark W. Olson)‏ هو مصرفي أمريكي، ولد في 17 مارس 1943 في فرغوس فولز في الولايات المتحدة، وتوفي في 12 سبتمبر 2018.

## وصلات خارجية
- مارك دبليو. أولسون على موقع إن إن دي بي (الإنجليزية)